# Leptomydas annulata
Leptomydas annulata is een vliegensoort uit de familie Mydidae. De wetenschappelijke naam van de soort is, geplaatst in het geslacht Cephalocera, voor het eerst geldig gepubliceerd in 1912 door Brunetti.
De soort komt voor in India.